# Sten Lindeberg (läkare)
Sten Otto Gustaf Lindeberg, född 27 februari 1894 i Nyköping, död 12 juni 1954 i Stockholm, var en svensk läkare och konstsamlare.
Sten Lindeberg var son till Otto Lindeberg och far till konstnären Lars Lindeberg och författaren och journalisten Per Lindeberg. Efter mogenhetsexamen vid Nyköpings högre allmänna läroverk 1912 blev han student vid Uppsala universitet och avlade en medicine kandidatexamen där 1918. Åren 1921–1924 var Lindeberg kortare tid förordnad som provinsial- och sjukstugeläkare och blev 1924 medicine licentiat. Han var 1926–1930 köpings- och bruksläkare i Bengtsfors, 1930–1931 extra läkare vid Maria sjukhus och 1931–1933 assistent hos överläkare Josua Tillgren där och från 1933 praktiserande läkare i Stockholm. År 1933 blev Lindeberg överläkare vid försäkringsanstalten Gothia.
Vid mitten av 1930-talet började Sten Lindeberg att samla konst, och hans samlingar fick under 1940-talet stor betydelse för samtidens konstliv. Bland hans verk märks särskilt en stor samling av teckningar av Ernst Josephson från hans sjukdomsperiod. En utställning av hans samlingar anordnades 1949 på Liljevalchs konsthall. Han lånade även ofta ut sina verk till museer och utställningar i Sverige, Finland och USA. Bland andra stora konstnärer i hans samlingar märks Ivar Arosenius, Åke Göransson, Carl Fredrik Hill, Karl Isakson, Ivan Ivarson, Carl Kylberg, Hilding Linnqvist, Verner Molin, Tyko Sallinen, Helene Schjerfbeck, Bror Hjorth, Ture Johansson, Edvin Öhrström och Bernard Buffet.
Sten Lindeberg är begravd på Västra kyrkogården i Nyköping.